# Oroquieta
Oroquieta é uma cidade de quarta classe de renda da cidade na província Misamis Ocidental, nas Filipinas. De acordo com o censo de 1 de maio  de  2020 possui uma população de 72 301 pessoas e 17 326 domicílios.